# Fabienne Dumont
Pour les articles homonymes, voir Dumont.
Fabienne Dumont, née en 1972 à Montargis est historienne de l’art, critique d’art et enseignante d'histoire de l'art, de nationalité française. Elle est spécialiste des questions féministes, de genre, queer et des masculinités, en France et à l’étranger, dans l'art contemporain.

## Biographie
Fabienne Dumont est née en 1972 à Montargis dans le Loiret.
Elle obtient une maîtrise d’histoire de l’art à l’Université de Bourgogne, et en 1998 un DEA d’histoire de l’art à l’Université de Paris Panthéon-Sorbonne. Son mémoire est dirigé par José Vovelle et s'intitule  Une analyse des liens entre art et féminisme : les groupes de plasticiennes, Paris, 1970-1982. Elle poursuit ses recherches et obtient en 2004, un doctorat d’histoire de l’art, à l’Université de Picardie. Sa thèse dirigée  par Laurence Bertrand Dorléac, porte le titre Femmes et art dans les années 1970 – ‘Douze ans d’art contemporain’ version plasticiennes – Une face cachée de l’histoire de l’art – Paris, 1970-1982.
En 2005, elle est enseignante à l'université Paris Panthéon Sorbonne, puis ATER à Lumière Lyon II. De 2011 à 2018, elle est professeure d'histoire de l'art à l'EESAB-site de Quimper. En 2019, elle est professeure d'histoire de l'art à l'école nationale supérieure d'art et de design de Nancy.
En 2019, elle est co-commissaire de la rétrospective Nil Yalter au MAC VAL à Vitry-sur-Seine et publie deux ouvrages à son sujet,.
En 2022, Fabienne Dumont devient maîtresse de conférences HDR (habilitée à diriger des recherches) en art contemporain à l'université de Rennes-II.
En 2024, elle devient professeure d'histoire de l'art contemporain à l'université Jean-Monnet-Saint-Etienne.
Elle est également critique d'art et à ce titre publie de nombreux articles dans des revues spécialisées. Elle est membre de l'A.I.C.A. Elle participe à la rédaction de catalogues d'exposition.

## Les questions féministes en histoire de l'art
En 2011, son premier ouvrage : La rébellion du deuxième sexe – L’histoire de l’art au crible des théories féministes anglo-américaines (1970-2000) est publié. C'est une anthologie de textes féministes anglo-américaines en histoire de l'art, rédigés entre 1976 et 2005. Il y a les écrits de Lucy Lippard, les polémiques autour de l’œuvre The Dinner Party de Judy Chicago, des textes de Griselda Pollock d'Amelia Jones, les théories de genre et queer. À partir de ces textes, une réécriture féministe de l’histoire de l’art devient possible. Les théories féministes en histoire de l'art a permis de détecter les omissions mais aussi de proposer une autre lecture.
En 2014, son ouvrage Des sorcières comme les autres – Artistes et féministes dans la France des années 1970 , met en lumière des plasticiennes féministes de la scène artistique française des années 1970, pour la plupart oubliées. Ce livre présente soixante-dix protagonistes de l’histoire des femmes en art entre 1970 et 1982, ainsi qu'une quarantaine de revues d’art et de revues féministes. Revoir l'histoire de l'art à travers l'histoire des femmes permet une analyse nouvelle et  inédite de la scène artistique française des années 1970.
Elle a codirigé deux projets collectifs, L'histoire n'est pas donnée – Art contemporain et postcolonialité en France (Rennes, PUR, 2016) et À l’Ouest toute ! Travailleuses de Bretagne et d’ailleurs (Dijon, Les presses du réel, 2017).
En 2019, deux ouvrages dont elle a signé les textes ont accompagné une rétrospective de Nil Yalter au MAC VAL, dont elle était co-commissaire : Nil Yalter – À la confluence des mémoires migrantes, féministes, ouvrières et des mythologies (Vitry-sur-Seine, MAC VAL) et Nil Yalter – Entretien avec Fabienne Dumont (Paris, Manuella Éditions/Aware).
En 2022, elle a dirigé un livre de regards d’artistes sur Alice Neel (New York, ER Publishing).

## Catalogues d'expositions
- Chercher le garçon : une exposition collective d'artistes hommes, Vitry-sur-Seine, MAC VAL, Musée d'art contemporain du Val-de-Marne, exposition 7 mars au 30 août 2015, responsable éditoriale, Julie David ; textes de Raewyn Connel, Fabienne Dumont, Eric Fassin... [et al.] ; préface par Alexia Fabre, Frank Lamy, Vitry-sur-Seine : MAC VAL, Musée d'art contemporain du Val-de-Marne,  2015
- Commères : journal de bord, mai 2013-décembre 2014, Marie Preston, Fabienne Dumont, contributions de Stéphanie Airaud, Aïcha Akremi, Françoise Alexandre, Vitry-sur-Seine, MAC VAL, Musée d'art contemporain du Val-de-Marne, 2015
- Nil Yalter : exposition, Metz, 05.02.16 au 05.06.16, 49 Nord 6 Est, FRAC Lorraine, catalogue par Fabienne Dumont, Philippe Artières, Metz : 49 Nord 6 Est, Fonds régional d'art contemporain Lorraine, 2016
- Micro-events : Tsuneko Taniuchi, texte Fabienne Dumont, curateur Reiko Setsuda, Tokyo : Fondation Hermès , 2014
- Nil Yalter, ed. Derya Yücel, textes Juan Vicente Aliaga, Fabienne Dumont, Melis Tezkan, Istanbul : Galerist, 2013
- Linder : femme-objet, Musée d'Art moderne de la Ville de Paris-ARC, 1er février - 21 avril 2013, textes, Fabrice Hergott, Emmanuelle de l'Écotais, Fabienne Dumont, traduction, Anne Montfort et Colette Taylor-Jones, Paris, Paris-Musées, 2012

## Articles
- Fabienne Dumont, « À l’assaut ! Explosion d’expositions de femmes artistes en France pendant le mouvement féministe », Artl@s Bulletin, vol. 8, no 1-art. 18, printemps 2019, à lire en ligne
- Fabienne Dumont, « Approches féministes et pensées queer en Europe », Perspective, no 1,‎ 2011 (lire en ligne)
- Fabienne Dumont, « History of Women, Feminine Culture, Gender, Sex, Images, Representations, Art, Power. Théories féministes et questions de genre en histoire de l’art », Perspective, 4 | 2007, 611-624 (lire en ligne).
- Fabienne Dumont, « Portrait. Renée Green », Critique d’art, no 35,‎ 2010 (lire en ligne)
- (en) Fabienne Dumont, « Nil Yalter: memory, migrants and workers in 1970s-1980s France », International feminist art journal, no 26,‎ 2010
- Fabienne Dumont, « Les années 1968 des plasticiennes », Clio. Histoire‚ femmes et sociétés, no 29,‎ 2009 (lire en ligne)
- Fabienne Dumont, « Aline Dallier-Popper, pionnière de la critique d’art féministe en France », Critique d'art, no 31,‎ 2008 (lire en ligne)
- Fabienne Dumont, « Femmes, art et féminisme en France dans les années 1970 », Sisyphe,‎ 2005 (lire en ligne)
- Fabienne Dumont, « "Le Mouvement des femmes en art », Artension, no 9,‎ 2003
- Fabienne Dumont, « Les Plasticiennes s’exposaient à Cineffable », Lesbia Magazine, no 191,‎ 2000

## Ouvrages
- Fabienne Dumont, Nil Yalter - À la confluence des mémoires migrantes, féministes, ouvrières et des mythologies, Vitry-sur-Seine, MAC VAL, 2019
- Nil Yalter - Entretien avec Fabienne Dumont, Paris, Manuella Editions, 2019
- Fabienne Dumont, Des sorcières comme les autres. Artistes et féministes dans la France des années 1970, Presses universitaires de Rennes, 2014
- Fabienne Dumont, Contemporanéité des œuvres féministes "élargies", Le Havre, D/Ecrire le contemporain, ESADHaR, 2012
- Fabienne Dumont, La rébellion du Deuxième Sexe. L’histoire de l’art au crible des théories féministes anglo-américaines (1970-2000), Presses du réel, 2011